# 日本のアニメ映画作品一覧 (や行)
- 映画 > 映画の一覧 > 日本の映画作品一覧 > 日本のアニメ映画作品一覧 > 日本のアニメ映画作品一覧 (や行)
- アニメ > アニメーション映画 > 日本のアニメ映画作品一覧 > 日本のアニメ映画作品一覧 (や行)
- アニメ > アニメ作品一覧 > 日本のアニメ映画作品一覧 > 日本のアニメ映画作品一覧 (や行)

日本のアニメ映画作品一覧 (や行)では、日本で制作されたアニメ映画の作品名における五十音順“や行”の一覧を記載。
記載の凡例については日本のアニメ映画作品一覧#凡例を参照
| あ行 | か行 | さ行 | た行 | な行 | は行 | ま行 | や行 | ら行 | わ行 |
| ---- | ---- | ---- | ---- | ---- | ---- | ---- | ---- | ---- | ---- |
| あ   | か   | さ   | た   | な   | は   | ま   | や   | ら   | わ   |
| い   | き   | し   | ち   | に   | ひ   | み   |      | り   | ゐ   |
| う   | く   | す   | つ   | ぬ   | ふ   | む   | ゆ   | る   |      |
| え   | け   | せ   | て   | ね   | へ   | め   |      | れ   | ゑ   |
| お   | こ   | そ   | と   | の   | ほ   | も   | よ   | ろ   | を   |

| その他 目次 | アニメ+実写・未公開/合作 |

| 1910年代-1950年代 | 1910年代・1920年代・1930年代・1940年代・1950年代           |
| 1960年代          | 1960・1961・1962・1963・1964・1965・1966・1967・1968・1969 |
| 1970年代          | 1970・1971・1972・1973・1974・1975・1976・1977・1978・1979 |
| 1980年代          | 1980・1981・1982・1983・1984・1985・1986・1987・1988・1989 |
| 1990年代          | 1990・1991・1992・1993・1994・1995・1996・1997・1998・1999 |
| 2000年代          | 2000・2001・2002・2003・2004・2005・2006・2007・2008・2009 |
| 2010年代          | 2010・2011・2012・2013・2014・2015・2016・2017・2018・2019 |
| 2020年代          | 2020・2021・2022・2023・2024・2025・2026・2027・2028・2029 |

| 目次 | • 脚注• 注釈• 出典• 参考リンク |

## や
| 作品名                                                                  | 公開年月日                 | 上映時間 | 監督                                 | 制作                       |
| ----------------------------------------------------------------------- | -------------------------- | -------- | ------------------------------------ | -------------------------- |
| やきそばパンマンとブラックサボテンマン                                  | 2000年（平成12年）7月29日  | 25分     | 大賀俊二                             | 東京ムービー               |
| 野球狂の詩 北の狼南の虎                                                 | 1979年（昭和54年）9月15日  | 90分     | 岡部英二                             | 日本アニメーション         |
| やさいのようせい N.Y.SALAD The Movie 3D                                 | 2010年（平成22年）2月13日  | 35分     | 豊島啓介                             | デジタル・メディア・ラボ   |
| やさいのようせい クイズ げきじょう                                      | 2013年（平成25年）6月22日  | 45分     | 加藤千晶                             | デジタル・メディア・ラボ   |
| やさしいライオン                                                        | 1970年（昭和45年）3月21日  | 27分     | やなせたかし（演出）                 | 虫プロダクション           |
| ヤスジのポルノラマ やっちまえ!!                                         | 1971年（昭和46年）9月24日  | 101分    | 三輪孝輝（演出）、高桑慎一郎（演出） | 東京テレビ動画             |
| ヤッターマン                                                            | 1977年（昭和52年）3月19日  | 23分     |                                      | 竜の子プロ                 |
| 劇場版 ヤッターマン 新ヤッターメカ大集合! オモチャの国で大決戦だコロン! | 2009年（平成21年）8月22日  | 94分     | 笹川ひろし（総監督）                 | タツノコプロ               |
| やなせたかしシアター アンパンマンが生まれた日                           | 2012年（平成24年）12月1日  | 12分     | 川又浩                               | トムス・エンタテインメント |
| やなせたかしシアター ハルのふえ                                         | 2012年（平成24年）12月1日  | 48分     | 川又浩                               | トムス・エンタテインメント |
| やなせたかしシアター ロボくんとことり                                   | 2012年（平成24年）12月1日  | 13分     | 川又浩                               |                            |
| ヤマトよ永遠に                                                          | 1980年（昭和55年）8月2日   | 145分    | 舛田利雄、松本零士                   | 東映動画                   |
| 山ねずみロッキーチャック                                                | 1973年（昭和48年）7月28日  | 25分     | 遠藤政治（演出）                     | ズイヨー映像               |
| 山ねずみロッキーチャック がんばれチャタラー                             | 1973年（昭和48年）12月20日 | 25分     | 遠藤政治（演出）                     | ズイヨー映像               |
| ヤマノススメ おもいでプレゼント                                         | 2017年（平成29年）10月28日 | 28分     | 山本裕介                             | エイトビット               |
| YAWARA! それゆけ腰ぬけキッズ!!                                          | 1992年（平成4年）8月1日    | 60分     | ときたひろこ                         | マッドハウス               |
| ←も                                                                     | ↑目次                      | ゆ→      | ゆ→                                  | ゆ→                        |

## ゆ
| 作品名                                                      | 公開年月日                 | 上映時間 | 監督                   | 制作                   |
| ----------------------------------------------------------- | -------------------------- | -------- | ---------------------- | ---------------------- |
| 有閑倶楽部 香港より愛をこめて                               | 1991年（平成3年）12月14日  | 34分     | 四分一節子             | マジックバス           |
| 遊☆戯☆王                                                    | 1999年（平成11年）3月6日   | 30分     | 志水淳児               | 東映アニメーション     |
| 10thアニバーサリー劇場版 遊☆戯☆王 〜超融合!時空を越えた絆〜 | 2010年（平成22年）1月23日  | 49分     | 竹下健一               | ぎゃろっぷ             |
| 遊☆戯☆王 THE DARK SIDE OF DIMENSIONS                        | 2016年（平成28年）4月23日  | 130分    | 桑原智                 | ぎゃろっぷ             |
| 結城友奈は勇者である -鷲尾須美の章－第1章「ともだち」       | 2017年（平成29年）3月18日  | 48分     | 岸誠二                 | Studio五組             |
| 結城友奈は勇者部所属                                        | 2017年（平成29年）3月18日  | 7分      |                        | ダブトゥーンスタジオ   |
| 結城友奈は勇者である -鷲尾須美の章－第2章「たましい」       | 2017年（平成29年）4月15日  | 47分     | 岸誠二                 | Studio五組             |
| 結城友奈は勇者である -鷲尾須美の章－第3章「やくそく」       | 2017年（平成29年）7月8日   | 48分     | 岸誠二                 | Studio五組             |
| 勇者ライディーン                                            | 1976年（昭和51年）3月13日  | 27分     | 長浜忠夫（総監督）     | 創映社                 |
| 劇場版 ゆうとくんがいく                                     | 2014年（平成26年）5月31日  | 53分     | ヒグチリョウ、太田和彩 | 白組                   |
| UFO学園の秘密                                               | 2015年（平成27年）10月10日 | 125分    | 今掛勇                 | HS PICTURES STUDIO     |
| UFOロボ グレンダイザー                                      | 1975年（昭和50年）12月20日 | 25分     | 小湊洋市（演出）       | 東映動画               |
| UFOロボ グレンダイザー対グレートマジンガー                  | 1976年（昭和51年）3月20日  | 27分     | 葛西治（演出）         | 東映動画               |
| UFOロボ グレンダイザー 赤い夕陽の対決                       | 1976年（昭和51年）12月19日 | （不明） | 蕪木登喜司（演出）     | 東映動画               |
| 幽☆遊☆白書                                                  | 1993年（平成5年）7月10日   | 25分     | 阿部紀之               | スタジオぴえろ         |
| 幽☆遊☆白書 冥界死闘篇 炎の絆                                | 1994年（平成6年）4月9日    | 93分     | 飯島正勝               | スタジオぴえろ         |
| 雪達磨                                                      | 1918年（大正7年）2月15日   | （不明） | 北山清太郎             | 日活向島撮影所         |
| 雪渡り                                                      | 1994年（平成6年）7月16日   | 24分     | 四分一節子             | マジックバス           |
| ユニコ                                                      | 1981年（昭和56年）3月14日  | 90分     | 平田敏夫（演出）       | マッドハウス           |
| ユニコ 魔法の島へ                                           | 1983年（昭和58年）7月16日  | 91分     | 村野守美               | マッドハウス           |
| 夢色パティシエール 胸キュン♥トロピカルアイランド!           | 2010年（平成22年）7月30日  | （不明） | 鈴木行                 | スタジオ雲雀           |
| 夢かける高原 清里の父 ポール・ラッシュ                      | 2002年（平成14年）10月19日 | 97分     | 出﨑哲                 | マジックバス           |
| 夢の自動車                                                  | 1917年（大正6年）5月       | （不明） | 北山清太郎             | 日活                   |
| ゆるゆり なちゅやちゅみ!                                    | 2014年（平成26年）11月29日 | 63分     | 畑博之                 | TYOアニメーションズ    |
| ユンカース・カム・ヒア                                      | 1995年（平成7年）3月18日   | 100分    | 佐藤順一               | トライアングルスタッフ |
| ←や                                                         | ↑目次                      | よ→      | よ→                    | よ→                    |

## よ
| 作品名                                           | 公開年月日                 | 上映時間 | 監督                   | 制作                       |
| ------------------------------------------------ | -------------------------- | -------- | ---------------------- | -------------------------- |
| 夜明け告げるルーのうた                           | 2017年（平成29年）5月19日  | 107分    | 湯浅政明               | サイエンスSARU             |
| 映画 妖怪ウォッチ 誕生の秘密だニャン!            | 2014年（平成26年）12月20日 | 97分     | ウシロシンジ、高橋滋春 | OLM                        |
| 映画 妖怪ウォッチ エンマ大王と5つの物語だニャン! | 2015年（平成27年）12月19日 | 94分     | ウシロシンジ、高橋滋春 | OLM                        |
| 映画 妖怪ウォッチ シャドウサイド 鬼王の復活      | 2017年（平成29年）12月16日 | 94分     | ウシロシンジ           | OLM                        |
| 映画 妖怪ウォッチ FOREVER FRIENDS                | 2018年（平成30年）12月14日 | 100分    | 高橋滋春               | OLM                        |
| ようこそロードス島へ!                            | 1998年（平成10年）4月25日  | 35分     | 千明孝一               | AIC                        |
| 妖獣都市                                         | 1987年（昭和62年）4月25日  | 80分     | 川尻善昭               | マッドハウス               |
| 妖精フローレンス                                 | 1985年（昭和60年）10月26日 | 90分     | 波多正美               | サンリオ                   |
| よなよなペンギン                                 | 2009年（平成21年）12月23日 | 88分     | りんたろう             | マッドハウス               |
| 夜は短し歩けよ乙女                               | 2017年（平成29年）4月7日   | 93分     | 湯浅政明               | サイエンスSARU             |
| 弱虫ペダル Re;RIDE                               | 2014年（平成26年）9月19日  | 90分     | 鍋島修                 | TMS/8PAN                   |
| 弱虫ペダル Re:ROAD                               | 2015年（平成27年）6月12日  | 89分     | 鍋島修                 | TMS/8PAN                   |
| 劇場版 弱虫ペダル                                | 2015年（平成27年）8月28日  | 90分     | 鍋島修（総監督）       | TMS/8PAN                   |
| 弱虫ペダル SPARE BIKE                            | 2016年（平成28年）9月9日   | 60分     | 鍋島修                 | TMS/8PAN                   |
| 弱虫ペダル RE:GENERATION                         | 2017年（平成29年）10月13日 | 90分     | 鍋島修                 | トムス・エンタテインメント |
| ←ゆ                                              | ↑目次                      | ら→      | ら→                    | ら→                        |